# Ice Runway

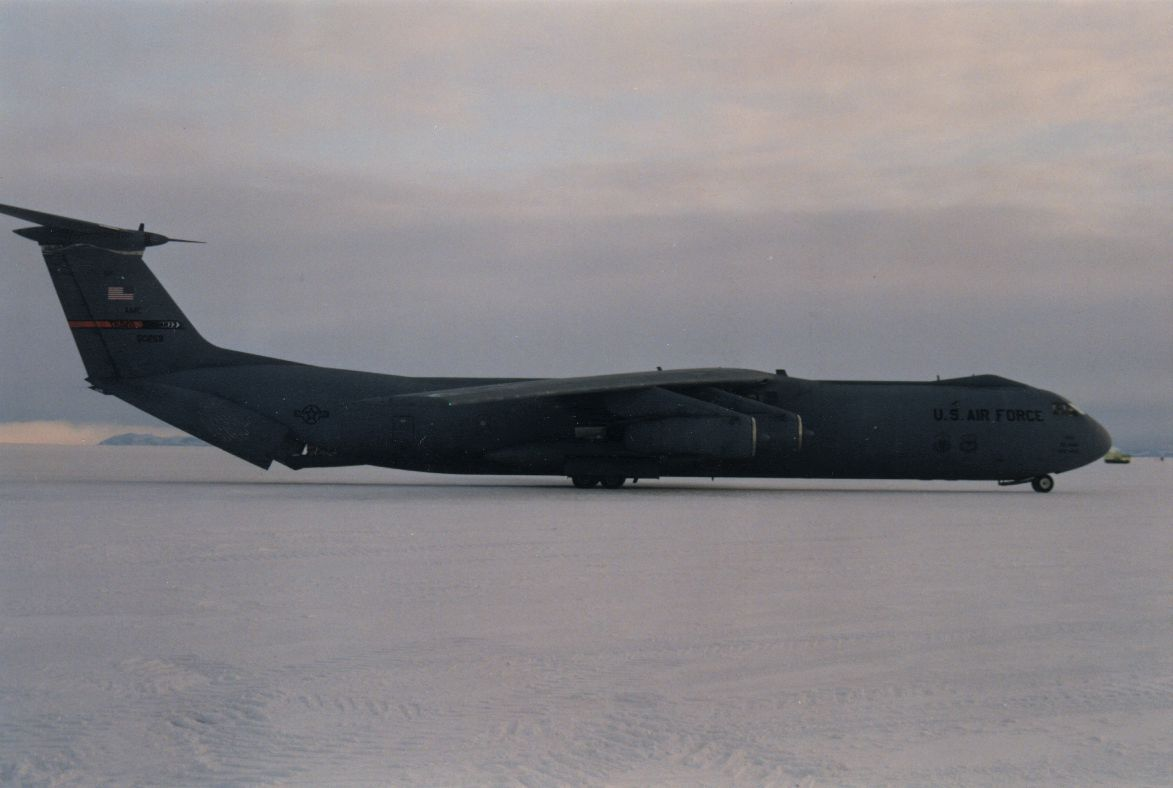
C-141 Starlifter op de Ice Runway

Ice Runway (ICAO: NZIR) is de primaire luchthaven van het Amerikaanse onderzoeksstation McMurdo, Ross Dependency, Antarctica. De andere twee landingsbanen zijn de sneeuwbanen Williams Field en Phoenix Airfield (verving in 2017 Pegasus Field). 
De landingsbaan, op ijs, is geschikt voor vliegtuigen op wielen zoals de Lockheed C-5 Galaxy, de Lockheed C-141 Starlifter, de Boeing C-17 Globemaster III, de Lockheed C-130 Hercules en de Lockheed P-3 Orion. In de zomer van 2009/2010 heeft de RNZAF tevens geprobeerd een gemodificeerde  Boeing 757 te gebruiken voor passagierstransport, om zo meer ruimte over te houden in de C-17. 
Het vliegveld wordt jaarlijks opgebouwd aan het begin van het seizoen en is geopend tot december als het zee-ijs begint te breken. Dan worden de vluchten verplaatst naar Williams Field. Piloten die zijn geland met de C-17 rapporteren dat het oppervlak stabiel is, net als bij het landen op beton. De gelijkenis met het landen op land eindigt echter als het vliegtuig tot stilstand komt. Het grote gewicht van het vliegtuig van bijna 201.000 kilogram, inclusief passagiers en vracht, zorgt ervoor dat het vliegtuig enkele centimeters wegzakt in het ijs. Een laser houdt bij hoe ver het vliegtuig wegzakt. Als de 10 inch (25,4 cm) wordt overschreden wordt het vliegtuig verplaatst naar een andere plek op het 6 meter dikke ijs. 

## Incidenten
Op 31 oktober 1960, crasht een Amerikaanse Lockheed EC-121 Warning Star van de Oceanographic Development Squadron Eight wanneer er geprobeerd wordt om te landen op de Ice Runway. De piloot en co-piloot raken zwaargewond, maar de overige crew raak licht of niet gewond. Het vliegtuig kon niet meer worden verwijderd en is bij het smelten van het ijs in het voorjaar, verdwenen in de oceaan. 